# Direktdialog

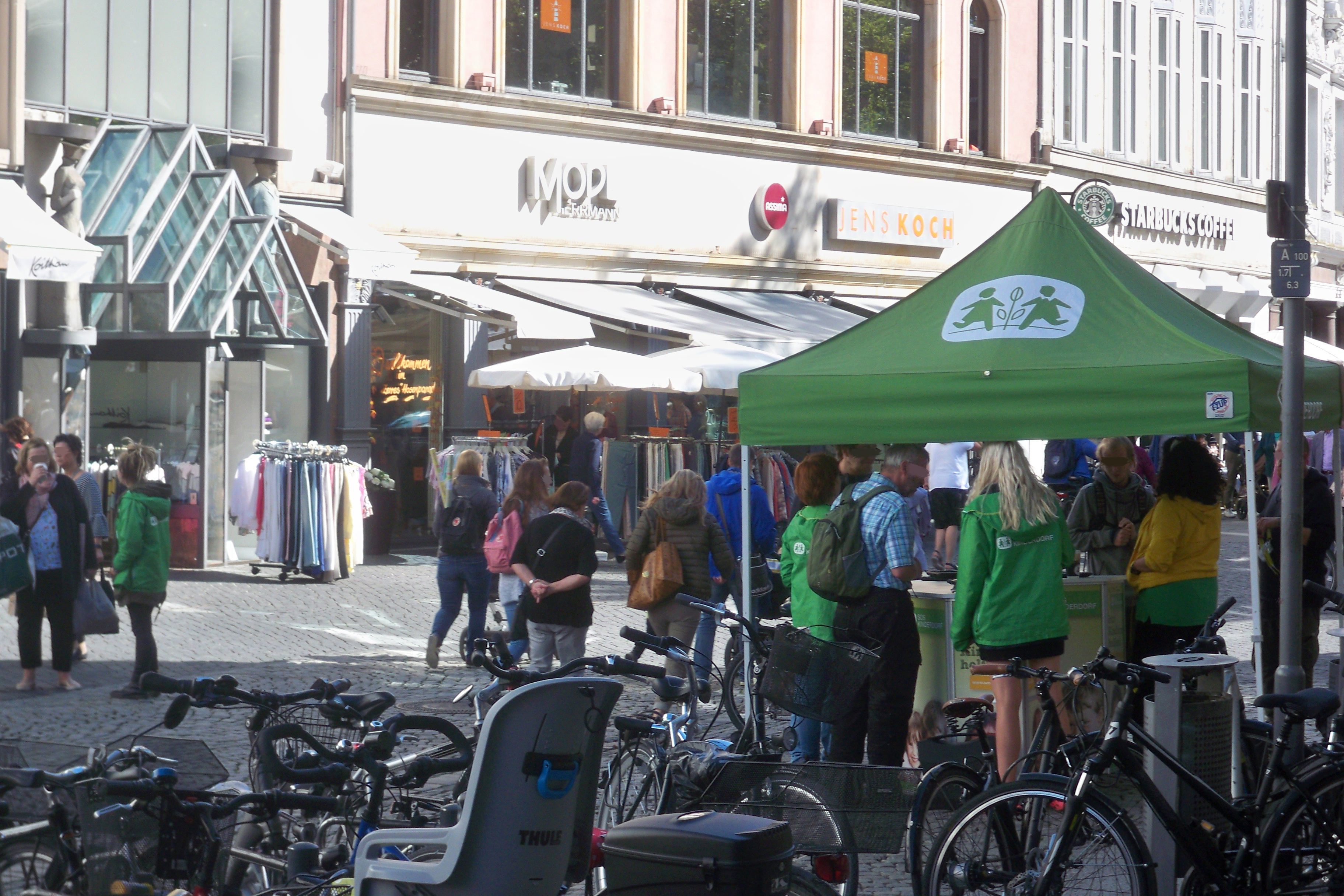
Direktdialog in einer Fußgängerzone

Direktdialog, auch Face-to-Face, kurz F2F, ist eine Form des Fundraising, bei der Fördermitglieder für gemeinnützige Organisationen von Mitarbeitern einer Agentur geworben werden sollen. Direktdialog ist auch eine Form des Direktmarketings und der Kaltakquise.

## Beschreibung
Der Direktdialog wird von „Dialogern“ durchgeführt – meist jungen Menschen, die gewöhnlich auf kurzfristiger Basis für Unternehmen arbeiten, die sich auf den Direktdialog spezialisiert haben. Diese wiederum erhalten von den Auftraggebern einen Anteil an den Einnahmen. So erhielt DialogDirect von Amnesty International (AI) im Jahr 2013 knapp sieben Prozent der gesamten Einnahmen von AI. Der Schweizer Marktführer Corris erhielt 2014 bei einer Aktion für AI je gewonnenem Fördermitglied 1,66 Jahresbeiträge als Vergütung. AI zahlte 2010 Festbeträge, der Malteser Hilfsdienst 60 % eines Jahresbeitrags und Oxfam einen Sockelbetrag und bei mehr als 75 Euro Jahresbeitrag einen Bonus von 66 Euro. In der Schweiz zahlten die gemeinnützigen Organisationen 2013 je Sammler und Tag bis zu 850 Schweizer Franken an Corris.
Die gemeinnützigen Organisationen rechnen mit einer Mitgliedschaft der Geworbenen von durchschnittlich sieben Jahren.
Laut Stiftung Warentest gab es 2010 rund 30 bis 40 gemeinnützige Organisationen in Deutschland, die Direktdialog zur Spendenakquise nutzten, im Jahr 2012 in der Schweiz rund 25.
„Dialoger“ sind häufig jobbende Studenten. Sie werden von den Direktdialog-Unternehmen in Gesprächstechniken geschult. Sie agieren in Fußgängerzonen größerer Städte in Gruppen und treten an Passanten heran, um sie in ein Gespräch zu verwickeln. Dabei vermitteln sie durch ihre Oberkörperbekleidung und den entsprechend gestalteten Stand den Eindruck, der beworbenen Organisation anzugehören. Ausweise, die die Werber als Mitarbeiter der Agentur aufweisen, werden oft erst auf Anfrage gezeigt. Bei etwa einem Prozent aller Angesprochenen kommt es zu einem Vertragsabschluss. Die Entlohnung der „Dialoger“ richtet sich nach der Anzahl der Vertragsabschlüsse; dazu kommt ein Grundgehalt, das in Deutschland etwa dem Mindestlohn entspricht, vor Einführung des Mindestlohns aber niedriger lag.
Der deutsche Marktführer ist Talk2move, das nach eigenen Angaben rund 1200 Personen beschäftigt, gefolgt von DialogDirect. Corris beschäftigt etwa 60 festangestellte und 1000 temporäre Mitarbeiter pro Jahr.
Direktdialog gilt als eine der „erfolgreichsten, aber auch investitionsintensivsten Methoden zur Neuspendergewinnung“ bzw. „für einige Organisationen als Königsweg des Fundraising“.
Direktdialog wurde erstmals systematisch 1993 von Vier Pfoten in Österreich praktiziert. Dort werden die Werber „Keiler“ genannt. In anglophonen Ländern werden sie als chuggers bezeichnet, ein Kofferwort aus charity („Mildtätigkeit“) und muggers („Straßenräuber“). Im Deutschen gibt es unter anderem den Begriff Drückerkolonne.

## Rechtslage in Deutschland
Das Recht auf Werbung für Fördermitgliedschaften in Deutschland ist teilweise umstritten. So war Mitgliederwerbung im Straßenraum in Berlin im Jahr 2013 verboten. Die Werbestände müssen jeweils vom Ordnungsamt genehmigt werden. In der Vergangenheit erteilten einige Kommunen nach schlechten Erfahrungen keine Genehmigungen mehr.

## Organisationen, die im deutschsprachigen Raum Direktdialog nutzen bzw. nutzten (Auswahl)
- Amnesty International[10] (seit 2014 auch mit eigener Tochtergesellschaft Amnesty Service gGmbH)[11]
- Bund für Umwelt und Naturschutz Deutschland[10]
- CARE International[10]
- Caritas International[10]
- Christoffel Blindenmission[10]
- Deutsches Rotes Kreuz[10]
- Greenpeace[12] (teilweise in Eigenregie)
- Malteser Hilfsdienst
- Oxfam
- Plan International[10]
- Save the Children[10]
- SOS-Kinderdorf[12]
- UNICEF[12]
- UNO-Flüchtlingshilfe[10]
- Volkshilfe[12]
- Welthungerhilfe[10]
- World Vision[10]
- World Wildlife Fund[10]
- TARGET e.V. Rüdiger Nehberg

## Weitere Länder
In rund 50 Ländern wurde 2012 Fundraising per Direktdialog betrieben, darunter Indien, Japan und das Vereinigte Königreich. In den USA bietet eine Tochtergesellschaft von DialogDirect in einigen Metropolen ebenfalls Direktdialog an.